# Ulrich Kaiser (Sportjournalist)
Ulrich Kaiser (* 29. August 1934 in Königsberg; † 1. März 2015 in Gröbenzell) war ein deutscher Sportjournalist, der in Gröbenzell bei München lebte. Er befasste sich überwiegend mit den Sportarten Tennis und Golf. Markenzeichen Kaisers war seine oft humorig-skurrile bis boshaft-spitze Feder. Für sein Wirken wurde er mehrfach ausgezeichnet. Er ist der Vater der Schriftstellerin und Burda-Chefredakteurin Katrin Tempel.

## Berufliche Vita
Ab 1959 war Kaiser Redakteur für das Ressort Tennis – später stellvertretender Chefredakteur – beim noch jungen Sport-Informationsdienst (sid), der damals noch in Düsseldorf ansässig war. 1969 wechselte er ins sid-Büro München. Während der Olympischen Sommerspiele 1972 leitete er dort das Olympiabüro des sid. In der Folge informierte Kaiser von vielen internationalen Sportereignissen, darunter von insgesamt sieben Fußball-Weltmeisterschaften, acht Olympischen Sommer- und ebenfalls acht Winterspielen. Insgesamt 44 mal – öfter als jeder andere deutsche Sportjournalist – berichtete er von den Tenniswettkämpfen der Wimbledon Championships.
Von Oktober 1981 an war Kaiser Chefredakteur der damals im Limpert Verlag erschienenen, 1998 eingestellten Special-Interest-Zeitschrift „Tennis Revue“. Bis März 1999 war er Chefredakteur der Zeitschrift „Golf Journal“ (Nachfolger: Stefan Engert). Danach war er als freier Autor tätig.

## Publikationen
Kaiser schrieb zahlreiche Einzelveröffentlichungen und Kolumnen für verschiedene große Zeitungen und Zeitschriften und Kabarett-Texte für die Münchner Lach- und Schießgesellschaft. Außerdem verfasste er – teils in hohen Auflagen erschienene – Sportsachbücher (z. B. „Tausend miese Tennis-Tricks“), eher humoristische Darstellungen („Es ist nicht alles Golf, was glänzt“, „Reden ist Silber, Schweigen ist Golf“, „Wenn Stalin Golf gespielt hätte“ etc.) und Anthologien, übersetzte Werke ins Deutsche, gab einige selbst heraus und wirkte an einigen Sportfilmen mit. 1976 war er Ko-Autor eines Buchporträts des deutschen Springreiters Alwin Schockemöhle, 1979 Bearbeiter der deutschen Ausgabe von Gianni Clericis Kompendium 500 Jahre Tennis. Für das Magazin Golf Time verfasste Kaiser humoristische Kolumnen unter dem Titel „Der dicke Schorsch“. In neuerer Zeit schrieb er unter anderem zahlreiche der Sportler-Kurzbiografien für die Hall of Fame des deutschen Sports.

## Auszeichnungen (Auswahl)
- 2006: Bayerischer Sportpreis in der Kategorie „Herausragende Präsentation des Sports“.[4] In der Laudatio hierzu bezeichnete ihn der Leiter des Programmbereichs Sport beim Bayerischen Rundfunk, Werner Rabe, als „ein Urgestein des Sportjournalismus“.[1]